# 3965 Konopleva
3965 Konopleva је астероид главног астероидног појаса чија средња удаљеност од Сунца износи 2,650 астрономских јединица (АЈ).
Апсолутна магнитуда астероида је 12,4.